# Evelyne Leuová
Evelyne Leuová (* 7. července 1976, Bottmingen) je bývalá švýcarská akrobatická lyžařka.
Na olympijských hrách v Turíně roku 2006 vyhrála závod v akrobatických skocích. Jejím nejlepším výsledkem z mistrovství světa bylo druhé místo z roku 2005. Má též malý křišťálový glóbus za celkové boulařské vítězství ve světovém poháru (2006). Vyhrála v seriálu světového poháru 8 závodů, 20krát stála na stupních vítězů. Závodní kariéru ukončila v dubnu 2010, ve 33 letech.